# Liściogrzyb brązowiejący
Liściogrzyb brązowiejący (Russula mattiroloana (Cavara) T. Lebel) – gatunek grzybów należący do rodziny gołąbkowatych (Russulaceae).

## Systematyka i nazewnictwo
Pozycja w klasyfikacji według Index Fungorum: Russula, Russulaceae, Russulales, Incertae sedis, Agaricomycetes, Agaricomycotina, Basidiomycota, Fungi.
Po raz pierwszy opisał go w 1987 roku Fridiano Cavara, nadając mu nazwę Elasmomyces mattiroloanus. W 2017 r. Teresa Lebel uznała go za gatunek gołąbka. Synonimy:
- Elasmomyces mattiroloanus 1897
- Macowanites mattiroloanus 2000
- Secotium mattiroloanum (Cavara) E. Fisch. 1898

Feliks Teodorowicz w 1939 r. nadał mu polską nazwę liściogrzyb krjukowski, w 2003 r. Władysław Wojewoda zmienił ją na liściogrzyb brązowiejący. Jest niespójna z aktualną nazwą naukową.

## Morfologia
Owocnik półpodziemny, szypułkowaty
Kapelusz
O szerokości 1,2–3,8 cm, prawie kulisty do półkulistego, otwarty u nasady i odsłaniający nieznacznie blaszkowaty hymenofor; początkowo drobno owłosiony, następnie gładki, białawy, bladożółty do bladopomarańczowego z plamami początkowo brązowopomarańczowymi, w końcu brązowoczerwonymi. Eksykaty ciemnoczerwonobrązowe, szaropomarańczowe lub brązowe. Hymenofor jamisty, labiryntowaty, początkowo z zamkniętym trzonem, szybko jednak rozszerzający się na zewnątrz i odsłaniający prawie blaszkowe hymenium; początkowo białawe żółtawobiałe do bladożółtego, później bladopomarańczowe, w końcu czerwone, a w eksykatach ciemnobrązowe. Komory duże, 1,5–3 × 0,2–0,8 mm (1–2 na mm), ułożone promieniście, wydłużone, nieregularne, kręte. Świeże zarodniki w komorach bladożółte, bladopomarańczowe, w eksykatach brązowe.
Trzon
O wymiarach 0,8–2,5 × 0,3–1 cm, dobrze rozwinięty, właściwy trzon 2–3 razy dłuższy od kolumelli, cylindryczny, zazwyczaj centralny, często zakrzywiony, oprószony, czysto biały.
Miąższ
Biały, niezmieniający się pod wpływem powietrza, ale żółty w strefie korowej. Zapach i smak łagodny.
Cechy mikroskopowe
Zarodniki 9–18 × 8–17 μm, Q = 1,0–1,15, o bardzo zmiennej wielkości, kuliste do prawie kulistych, w stanie niedojrzałym niektóre elipsoidalne, kolczaste z brodawkami o wysokości 0,7–3 μm. Brodawki izolowane, amyloidalne, stożkowate i proste, z ostrym wierzchołkiem; Wyrostek wnęki 1,5–2 × 1–1,5 μm, cylindryczny, prosty, z niewielkim, niepozornym, amyloidalnym hilum u podstawy. Podstawki 2–4-zarodnikowe, 25–65 × 17–23 μm, brzuchate do szeroko maczugowatych ze sterygmami o długości 3–5 μm. Makrocystydy liczne, 70–180 × 15–25 μm, cylindryczne, lancetowate lub wrzecionowate, tępe lub z dziobkiem, o ścianie grubości 1 μm. Parafyzoidy nieliczne, 18–28 × 6–8 μm, cylindryczne lub maczugowate, bez przegród lub 1-przegrodowe. Subhymenium zbudowane z 3–4 warstw komórek kulistych do pryzmatycznych o średnicy 14–30 μm. Trama hymenium o szerokości 20–30 μm, z nielicznymi sferocytami o średnicy 15–35 μm. Skórka kapelusza i miąższ o grubości 100–300 μm. W tramie i miąższu występują strzępki gleocystydialne o średnicy 2–5 μm, przechodzące w dermatocystydy.

## Występowanie i siedlisko
W Polsce do 2003 roku jedyne stanowisko podał F. Teodorowicz w 1939 r. w Beskidzie Niskim. Zebrany przez niego okaz nie zachował się, według W. Wojewody identyfikacja gatunku jest wątpliwa. Jednak w 2017 r. znaleziono, sfotografowano i zidentyfikowano okaz tego gatunku w województwie mazowieckim.
Grzyb półpodziemny, w Polsce jego owocniki zbierano w liściastych lasach, ale we Włoszech w igliwiu pod jodłami i świerkami, na glebach krzemionkowych lub wapiennych.